# David Ogilvy
David MacKenzie Ogilvy (West Horsley, 23 giugno 1911 – Touffou, 21 luglio 1999) è stato un pubblicitario britannico.
Nel 1948 ha fondato l'agenzia Ogilvy & Mather.
Nel periodo in cui Bill Bernbach dava il via alla cosiddetta Seconda rivoluzione creativa, Ogilvy ridiede visibilità e vigore alla corrente scientifica della pubblicità moderna. Formulò il concetto di Brand image.

## Biografia
David Ogilvy nasce nel villaggio di West Horsley, nei pressi di Guildford, da una famiglia agiata e di nobili origini, il padre è scozzese e la madre irlandese. Trascorre la propria infanzia nella casa che una volta era appartenuta a Lewis Carroll, l'autore di Alice nel Paese delle Meraviglie.
Nel 1920, all'età di nove anni, viene iscritto al Dotheboys Hall, college aristocratico di Eastbourne. A partire dal 1924 frequenta il Fettes College di Edimburgo, prestigiosa scuola che annoverava tra i suoi direttori un prozio dello stesso Ogilvy, ministro di grazia e giustizia scozzese. Qui stringe amicizia con ragazzi che un giorno sarebbero diventati deputati del parlamento inglese (Ian MacLeod, Nial Macpherson, Knox Cunningham). Successivamente vince una borsa di studio per frequentare i corsi di storia presso la Christ Church, Università di Oxford, ma verrà espulso poco dopo perché ritenuto troppo distratto e irrequieto, e non proseguirà con la carriera accademica.
A partire dal 1931, e più o meno fino il 1948, gira il mondo e si cimenta nei mestieri più disparati: è chef nel ristorante dell'Hotel Majestic di Parigi, è venditore porta a porta in Inghilterra, è assistente sociale nei quartieri poveri di Edimburgo, è aiutante di George Gallup negli Stati Uniti d'America, è collaboratore di Sir William Stephenson presso la British Security Coordination, è contadino in Pennsylvania.
In particolare, nel periodo in cui è venditore porta a porta di forni AGA a Londra, ottiene un notevole successo, tanto che il suo principale lo invita a scrivere un manuale di vendita. Tale manuale desta l'interesse del fratello maggiore di Ogilvy, Francis, all'epoca account manager dell'agenzia pubblicitaria Mather & Crowther, che lo fa leggere ai propri datori di lavoro. L'impressione ottenuta è più che favorevole, e David Ogilvy viene assunto. Nel 1938 convince la Mather & Crowther a mandarlo a New York per imparare le tecniche pubblicitarie americane: non ritornerà più a casa. Trova impiego presso l'entourage di ricerche statistiche di George Gallup, e trascorre i tre anni successivi a girare gli Stati Uniti e a studiare speranze, ambizioni e abitudini del popolo americano negli anni della Seconda guerra mondiale. Annovera tra i suoi grandi maestri "spirituali" i copywriter Claude C. Hopkins, Raymond Rubicam, George Cecil, James Webb Young e John Caples.

Tuttavia, ad un tratto, inspiegabilmente, decide di abbandonare il mondo della pubblicità e delle ricerche di marketing e di comprare una fattoria Amish per andare a fare l'agricoltore. Rimane a coltivare tabacco in Pennsylvania per circa tre anni, ma gli scarsi risultati lo spingono ad abbandonare tutto un'altra volta e a ritentare col mondo degli affari, consapevole però che a 38 anni non sarebbe mai riuscito a farsi assumere da un'agenzia pubblicitaria americana. Riesce però a farsi assumere da una inglese, in un certo senso: nel 1948 decide di fondare una propria agenzia pubblicitaria, col sostegno del fratello Francis, che nel frattempo era salito a capo della Mather & Crowther, della agenzia britannica S. H. Benson, e della filiale americana della Wedgwood China. La nuova impresa sarebbe stata inaugurata nella città di New York, ma solo dopo aver fatto fronte a quell'imposizione dei soci che prevedeva che la direzione fosse affidata ad un americano. Viene così chiamato dagli uffici di Chicago della J. Walter Thompson Anderson Hewitt, e la neonata agenzia viene battezzata col nome di Hewitt, Ogilvy, Benson & Mather. Da qui in poi la storia di Ogilvy sarà indissolubilmente legata a quella della propria agenzia. Egli diventerà uno dei più importanti e famosi pubblicitari della seconda metà del Novecento.
Nell'estate del 1962, sulla falsariga di quanto aveva già fatto  Claude C. Hopkins nel lontano 1927, decide di scrivere un memoriale nel quale raccontare i successi ottenuti nell'arco della propria carriera: Confessioni di un pubblicitario. Il libro ottiene un notevole apprezzamento generale, e vanterà addirittura una seconda edizione (riveduta e corretta) pubblicata nel 1987.
Nel 1983 darà alle stampe anche un vero e proprio manuale del pubblicitario: Ogilvy on Advertising.